# Ciblesfalva

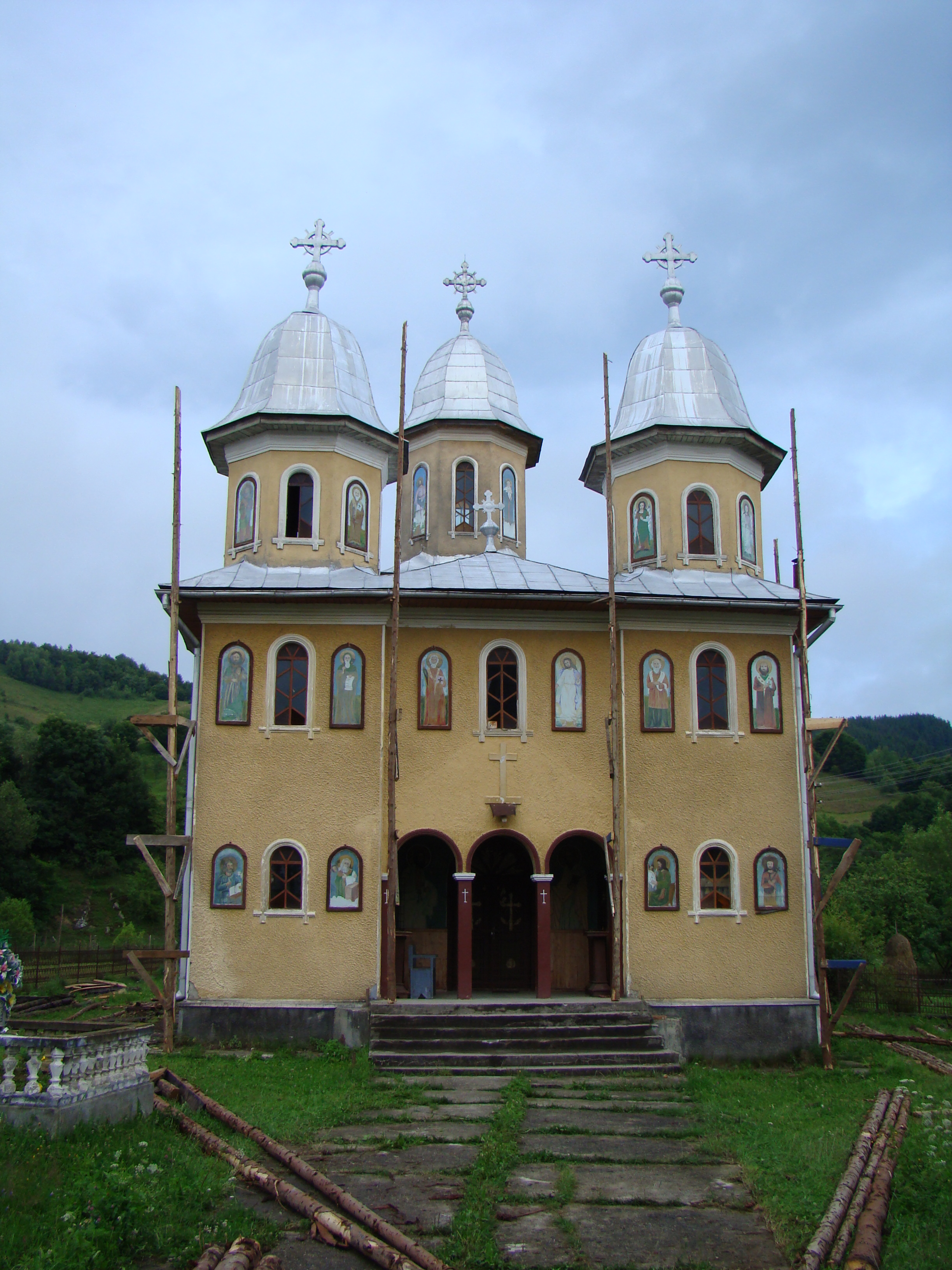
Ortodox templom

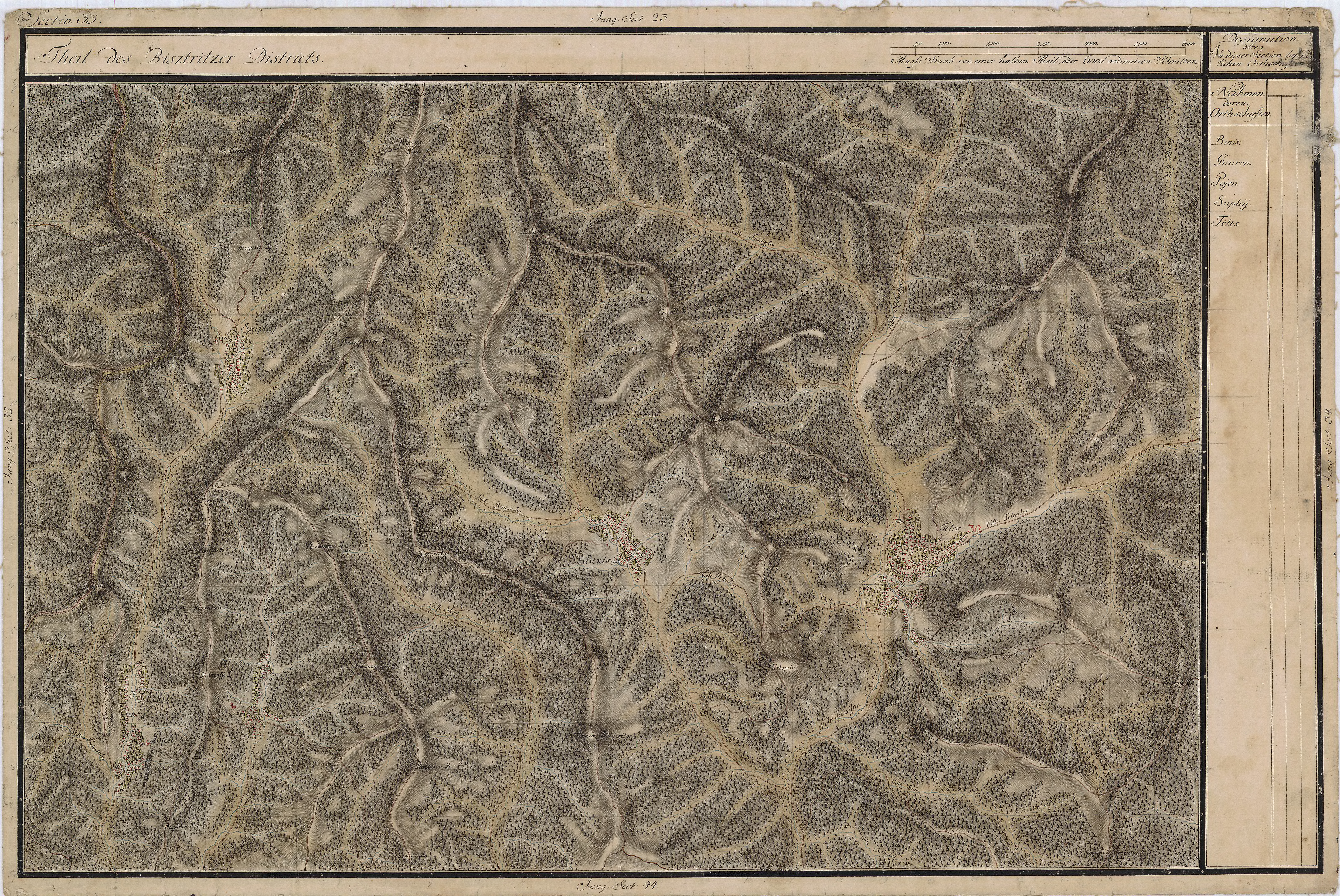
Cibesfalva egy régi térképen

Ciblesfalva (románul: Suplai) település Romániában, Erdélyben, Beszterce-Naszód megyében.

## Fekvése
Naszódtól északnyugatra, a Radnai-havasok alatt, Bükkös, Pojény és Gaurény közt fekvő település. A falun a DJ 172-es út halad át.

## Története
Cibesfalva nevét 1695-ben Supplaj néven említette először oklevél. 1733-ban Plajo, 1750-ben Taj [Plaj], 1808-ban Szuplaj, 1913-ban Cibesfalva néven írták.
Közigazgatásilag 1839-ben Besztercevidékhez, 1857-ben a Besztercei kerület Naszódi járásához, 1880-1910 között Beszterce-Naszód vármegye Naszódi járásához tartozott. 1920-ban Beszterce-Naszód megye, 1930-tól Naszód megye, 1956-tól Kolozs tartomány része volt.
1910-ben 635 lakosából 627 román és görögkatolikus, 7 izraelita volt; 1941-ben 752, 1992-ben 885, 2002-ben 967 fő lakott a faluban.
A településen általános iskola és művelődési otthon található. 2014 tavaszán elkezdték az addig kőburkolatú DJ 172-es út aszfaltozását.

## Látnivalók
- Szent Mihály és Gábor arkangyaloknak szentelt ortodox fatemploma 1711-ben épült. A romániai műemlékek listáján a BN-II-m-A-01707 sorszámon szerepel.[3]